# Марк де Йонг
Марк де Йонг  (англ. Mark de Jonge, 15 лютого 1984) — канадський веслувальник, олімпієць.

## Виступи на Олімпіадах
| Олімпіада   | Дисципліна               | Місце |
| ----------- | ------------------------ | ----- |
| Лондон 2012 | байдарки-одиночки, 200 м | 3     |